# كلاوس فورستر
كلاوس فورستر (بالألمانية: Klaus Förster)‏ هو محامي ومحامي ألماني، ولد في 1933 في شلسفيغ في ألمانيا، وتوفي في 26 يناير 2009.